# Conducte deferent
Els conductes deferents (ductus deferens) constitueixen part de l'anatomia masculina d'algunes espècies, incloent-hi la humana. Són un parell de tubs musculars envoltats de múscul llis, cada un de 30 cm aproximadament, que connecten, cadascun, l'epidídim amb el conducte ejaculador corresponent, per tal de transportar el semen. Durant l'ejaculació els tubs llisos es contrauen, enviant el semen als conductes ejaculadors i després a la uretra, des d'on és expulsat a l'exterior.
La vasectomia és un mètode d'esterilització en el qual els vasos deferents són tallats.